# Kaaren Verne
Kaaren Verne (6 de abril de 1918-23 de diciembre de 1967) fue una actriz de origen alemán, afincada durante mucho tiempo en Estados Unidos. A veces conocida como Karen Verne, fue originalmente actriz de teatro y miembro del Berlin State Theatre.

## Vida y carrera
Verne nació en Berlín y fue bautizada con el nombre de Ingeborg Greta Katerina Marie-Rose Klinckerfuss. Emparentada con la familia Bechstein, su primer matrimonio tuvo lugar cuando tenía 18 años. Huyó de los nazis en 1938 y debutó en el cine inglés en la película británica de 1939 Ten Days in Paris. Cuando cesó la producción cinematográfica británica durante la Segunda Guerra Mundial, emigró a Estados Unidos. Al principio, los estudios intentaron restar importancia a su ascendencia alemana cambiándole brevemente su nombre profesional por el de Catherine Young, pero tras la entrada de Estados Unidos en la Segunda Guerra Mundial, el valor publicitario de una actriz teutona que había dado la espalda al nazismo era demasiado bueno como para evitarlo.
Verne se casó tres veces, con:
- El músico Arthur Young (30 de agosto de 1936 – mayo de 1945; divorciados); 1 hijo, Alastair (1937–2015)
- El actor Peter Lorre (25 de mayo de 1945 – 1950; divorciados)
- El historiador de cine James Powers (1951 – 23 de diciembre de 1967; su muerte)

Verne y James Powers adoptaron a la hija de Peter Lorre, Catharine Lorre Baker (1953-1985), tras la muerte de éste en 1964.
Una noticia de Associated Press publicada el 19 de enero de 1955 cuenta que Verne obtuvo la sentencia de divorcio de Harold R. Susman, descrito como "director de ventas de un fabricante de ropa".
Kaaren Verne permaneció en el cine hasta su muerte, apareciendo en Ship of Fools (1965).

## Muerte
Verne falleció a los 49 años debido a una enfermedad cardiaca en Hollywood, California. Fue enterrada en el Calvary Cemetery de St Paul, Minnesota.

## Filmografía
| Películas - Ten Days in Paris (1940) - Diane de Guermantes - Sky Murder (1940) - Pat Evans - The Wild Man of Borneo (1941) - Actriz de cine (sin acreditar) - Underground (1941) - Sylvia Helmuth - All Through the Night (1942) - Leda Hamilton - Kings Row (1942) - Elise Sandor - The Great Impersonation (1942) - Baronesa Stephanie Idenbraum - Sherlock Holmes and the Secret Weapon (1942) - Charlotte Eberli - The Seventh Cross (1944) - Leni - The Bad and the Beautiful (1952) - Rosa (sin acreditar) - The Story of Three Loves (1953) - Madame Legay (segmento de "Equilibrium") (sin acreditar) - The Juggler (1953) - Mujer confundida con la esposa de Hans (sin acreditar) - A Bullet for Joey (1955) - Viveca Hartman - Outside the Law (1956) - Mrs. Pulenski - Silk Stockings (1957) - Cartera (sin acreditar) - Ship of Fools (1965) - Frau Lutz - Madame X (1966) - Nurse Riborg (último papel cinematográfico) | Televisión - Fireside Theatre (1954) - Anna - Crusader (1 episode, 1956) - Mrs. Hawelka - The Gale Storm Show (1 episodio, 1956) - Marya Jezek - General Electric Theater (1 episoio, 1958) - Frau Schuman - Bronco (1 episodio, 1959) - Ilse von Waldenheim - Michael Shayne (1 episodio, 1960) - Flora - The Twilight Zone (1 episodio, 1961) - Innkeeper - The Untouchables (1 episode, 1961) - Mrs. Schoenbrun—Landlady - Kraft Suspense Theatre (1 episodio, 1965) - Inge - The Duel at Mont Saint Marie (1966, episodio de televisión) - 12 O'Clock High (1 episodio, 1966) - Mujer refugiada |